# كين جونز (لاعب كرة قاعدة)
كين جونز (بالإنجليزية: Ken Jones)‏ هو لاعب كرة قاعدة أمريكي، ولد في 13 أبريل 1903 في دوفر في الولايات المتحدة، وتوفي في 15 مايو 1991 في هارتفورد في الولايات المتحدة.

## وصلات خارجية
- كينيث جونز على موقعبيزبول رفرنس.كوم (الدوري الرئيسي) (الإنجليزية)